# Chanaton
Chanaton (hebrejsky חנתון, anglicky Hanaton, v oficiálním seznamu sídel Hannaton) je vesnice typu kibuc v Izraeli, v Severním distriktu, v Oblastní radě Jizre'elské údolí.

## Geografie
Leží v nadmořské výšce 192 metrů na pahorcích Dolní Galileji, nedaleko jižního okraje údolí Bejt Netofa a umělé vodní nádrže Ma'agar Bejt Netofa. Z údolí východně od kibucu vystupuje sídelní pahorek (tel) zvaný Tel Chanaton. Podél jeho východní strany vedou vádí Nachal Jodfat a Nachal Jiftach'el. Na severovýchodní straně terén stoupá směrem k hoře Har Chanaton a pahorku Giv'at Michman.
Vesnice se nachází cca 10 kilometrů severozápadně od Nazaretu, cca 90 kilometrů severovýchodně od centra Tel Avivu a cca 25 kilometrů východně od Haify. Chanaton obývají Židé, přičemž osídlení v tomto regionu je převážně arabské. Rozkládají se tu četná sídla obývaná izraelskými Araby, včetně aglomerace Nazaretu nebo města Kafr Manda na severní straně. Mezi nimi jsou ale rozptýleny menší židovské vesnice, které zde vytvářejí územně souvislý blok (obsahuje dále vesnice ha-Solelim, Cipori, Šimšit, Alon ha-Galil, Givat Ela a Hoša'aja)
Chanaton je na dopravní síť napojen pomocí lokální silnice číslo 784, která jižně od obce ústí do dálnice číslo 79, jež se tu zároveň kříží s dálnicí číslo 77.

## Dějiny
Chanaton byl založen v roce 1984. Pojmenován byl podle biblického města Chanatón, které zmiňuje Kniha Jozue 19,14 Toto starověké sídlo stálo v nedaleké lokalitě Tel Chanaton.
Zakladateli současného kibucu byli konzervativně orientovaní věřící Židé z USA. Šlo o skupinu cca 25 stoupenců moderního ortodoxního judaismu.
Ekonomika Chanatonu je založena na zemědělství, drobném podnikání a turistickém ruchu. V roce 2003 se členové kibucu rozhodli proměnit kibuc na společnou osadu (jišuv kehilati), která bude otevřena všem zájemcům o usídlení. Předpokládá se stavební expanze. V první fázi 115 bytových jednotek. Důvodem ke změně byly ekonomické potíže dosavadního kibucu, které vedly k stavu platební neschopnosti. Vesnici se nepodařilo za prvních 20 let své existence přilákat výraznější počet obyvatel. Členové kibucu proto vykoupili do osobního majetku své domy a vesnice prošla plnou privatizací. Osadnické jádro tehdy sestávalo ze 17 rodin.
V obci fungují zařízení předškolní péče o děti. Základní škola je v obci Giv'at Ela. V kibucu Chanaton je k dispozici plavecký bazén, sportovní areály a synagoga.
Nedaleko vesnice se nachází umělé jezero Ma'agar Bejt Netofa neboli Ma'agar Eškol, které zakončuje údolí Bejt Netofa a které je napájeno Národním rozvaděčem vody.

## Demografie
Obyvatelstvo kibucu Chanaton je nábožensky založené. Podle údajů z roku 2014 tvořili naprostou většinu obyvatel v Chanaton Židé (včetně statistické kategorie "ostatní", která zahrnuje nearabské obyvatele židovského původu ale bez formální příslušnosti k židovskému náboženství).
Jde o menší sídlo vesnického typu s dlouhodobě výrazně rostoucí populací. K 31. prosinci 2014 zde žilo 747 lidí. Během roku 2014 populace stoupla o 3,3 %.
| Rok            | 1995 | 2001 | 2003 | 2004 | 2005 | 2006 | 2007 | 2008 | 2009 | 2010 | 2011 | 2012 | 2013 | 2014 |
| -------------- | ---- | ---- | ---- | ---- | ---- | ---- | ---- | ---- | ---- | ---- | ---- | ---- | ---- | ---- |
| Počet obyvatel | 84   | 84   | 81   | 75   | 84   | 114  | 184  | 289  | 447  | 550  | 585  | 614  | 723  | 747  |